# به نام پادشاه ۳: آخرین مأموریت
به نام پادشاه ۳: آخرین مأموریت (انگلیسی: In the Name of the King 3: The Last Mission) فیلمی در ژانر فانتزی و ماجراجویی به کارگردانی اووه بول است که در سال ۲۰۱۴ منتشر شد. از بازیگران آن می‌توان به دامینیک پرسل اشاره کرد.